# Gens Mammia
Die gens Mammia oder gens Mamia (Gentilname Mammius bzw. Mamius, Plural Mammii, deutsch auch Mammier) ist war eine römische Familie (gens).
Der Name scheint römischen oder latinischen Ursprungs zu sein und findet sich bereits auf alten Inschriften aus Praeneste. Sowohl in der Republik als auch in der Kaiserzeit begegnen sowohl Mammius als auch Mamius als Schreibungen.
Bekannte Namensträger:
- Lucius Mammius Pollio, römischer Senator, Suffektkonsul 49
- Gaius Mammius Salutaris, römischer Ritter (Eques), Kommandeur der Cohors I Flavia Hispanorum milliaria 101
- Mamius Nepos, römischer Ritter, Präfekt der Cohors II Thracum equitata in Britannien (2. oder 3. Jahrhundert)